# Caffè espresso
Il caffè espresso è una tipologia di caffè, la più consumata e conosciuta in Italia. Ottenuta dalla torrefazione e macinazione dei semi della Coffea arabica e Coffea robusta, è preparata a macchina secondo un procedimento di percolazione sotto alta pressione di acqua calda. Normalmente, per ottenere un buon espresso da bar, il macinacaffè deve essere dotato di macina elicoidale centrifuga, l'unica adatta a frantumare i chicchi in fini granuli con dimensione uniforme; il grado di finezza della macinatura va scelto in base alle caratteristiche della macchina, della miscela e alle condizioni ambientali di umidità e temperatura; generalmente risulta più fine di quella da cui si ottiene il caffè da moka.

## Storia

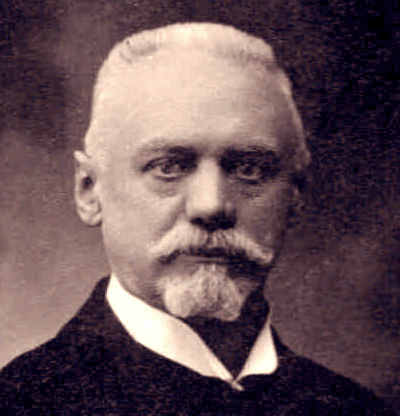
Angelo Moriondo, inventore della macchina del caffè istantaneo.

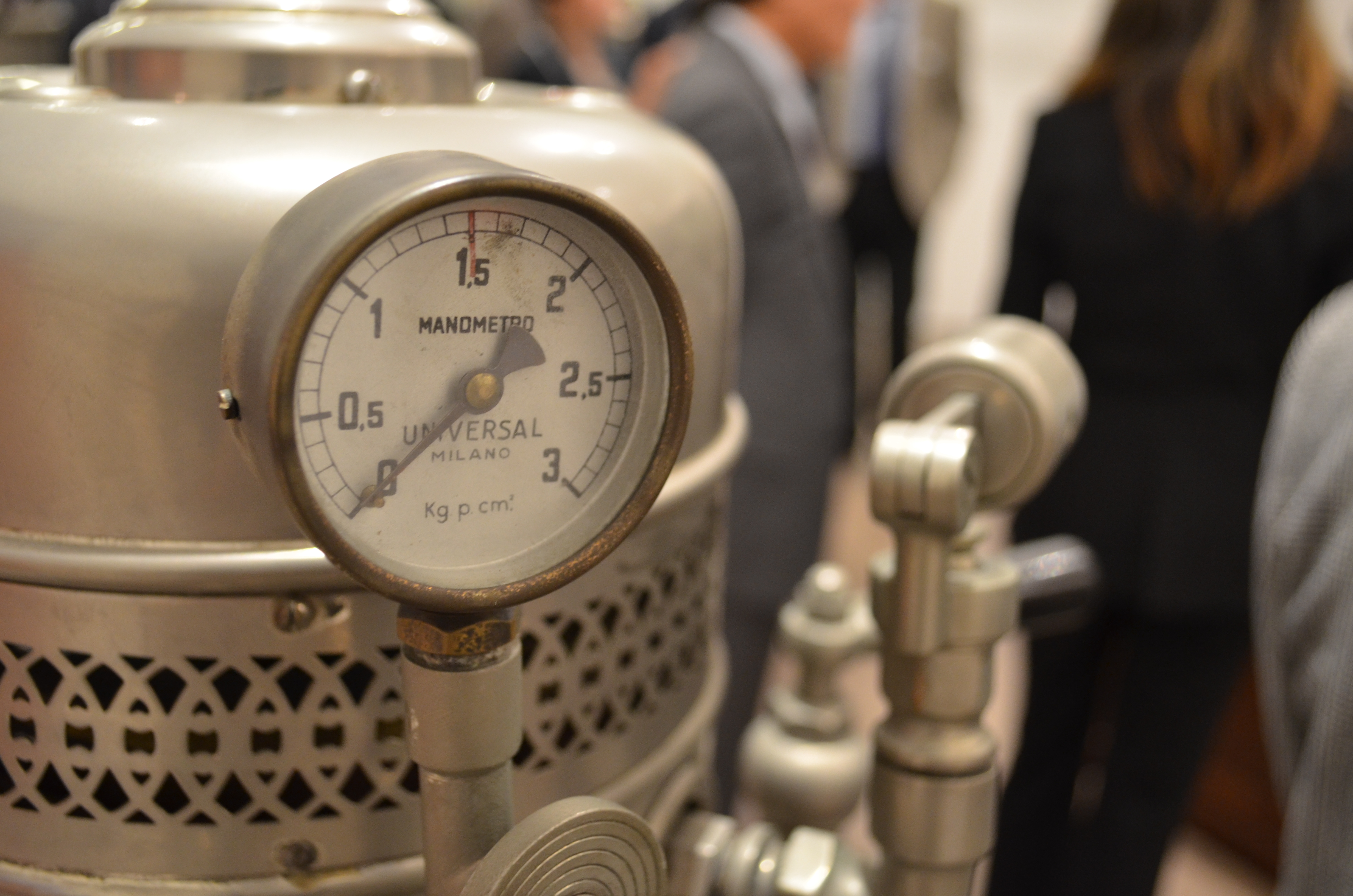
Particolare (manometro 3 bar) di una macchina da caffè espresso (dall'inizio del XX secolo) esposta presso il Museo della macchina per caffè.

Il caffè espresso trova le sue radici nel caffè istantaneo, il quale nasce a Torino nel 1884, in seguito all'invenzione della macchina per produrlo, "La Brasiliana", brevettata da Angelo Moriondo con il brevetto n. 33/256 del 16 maggio 1884. Fu successivamente realizzato con brevetto del 20 novembre 1884 vol. 34 n. 381. L'invenzione fu poi coperta da brevetto internazionale mediante registrazione avvenuta a Parigi il 23 ottobre 1885.
Tale invenzione nasceva dall'esigenza di soddisfare la richiesta della clientela del suo locale sito nel centro di Torino, in un tempo più breve di quello consentito dalle metodologie fino a quel momento utilizzate.
Da un punto di vista tecnico, la macchina del caffè istantaneo era costituita da una grande caldaia in rame "a forma di campana". Attraverso un meccanismo a vapore, l'acqua veniva riscaldata e canalizzata verso un letto di fondi di caffè, che erano posti in un filtro metallico.
Un'altra macchina per il caffè istantaneo fu inventata e brevettata il 19 dicembre 1901 dal milanese Luigi Bezzera. Alla base, il meccanismo di estrazione del caffè era molto simile a quello della macchina di Moriondo. La principale innovazione portata da Bezzera nella sua invenzione è la presenza di un portafiltro removibile. La macchina veniva interamente prodotta nell'officina di Via Volta, nel Centro di Milano.
Nel 1902 il brevetto venne poi acquistato da Desiderio Pavoni che fondò la ditta La Pavoni e incominciò la produzione in serie della macchina denominata "Ideale",  in una piccola officina di Via Parini a Milano.
Nel 1905, Pier Teresio Arduino riconosce le possibilità offerte dalla macchina del caffè se impiegate negli esercizi pubblici. Con dedizione, non solo si impegna a ottimizzare l'efficienza del lavoro dei baristi, ma presta anche attenzione al design, dando vita a alla macchina che prende il nome di "La Victoria".
Il termine "caffè espresso", in riferimento al caffè istantaneo, venne adottato per la prima volta da Desiderio Pavoni nella Fiera di Milano del 1906. Il caffè prodotto con le macchine a vapore era molto diverso da quello attuale, e probabilmente potrebbe risultare per noi oggi perfino sgradevole. Si trattava di un caffè poco consistente, non cremoso, molto amaro e soprattutto caratterizzato dal sapore di bruciato. Il termine divenne in seguito di uso comune per riferirsi al caffè istantaneo, come si può notare dai poster dell'epoca, come quello di Leonetto Cappiello nella pubblicità de La Vittoria. Il termine "caffè espresso" viene per la prima volta inserito all'interno del nome ufficiale di un brevetto da Antonio Cremonese nel 1936; tale brevetto sarebbe stato poi acquistato da Achille Gaggia, migliorato e commercializzato come macchina per "crema caffè". Questa nuova denominazione veniva dal fatto che il caffè presentava uno strato di crema assente nei caffè istantanei. La crema caffè divenne dunque il caffè espresso nella forma attualmente riconosciuta.
Nel 1936, Antonio Cremonese (1892-1936) depositò il brevetto n. 343230, noto come "Rubinetto a stantuffo per macchina da caffè espresso". Tale brevetto segnò una significativa discontinuità rispetto alle precedenti macchine, le quali facevano uso della tecnologia del vapore, per passare a un sistema a pistoni. Tuttavia, la prematura morte di Cremonese nello stesso anno portò Achille Gaggia ad acquisire il brevetto dalla vedova, Signora Rosetta Scorza.
Il lavoro di Achille Gaggia si concentrò successivamente sul suo perfezionamento e sulla resa compatibile con la produzione in serie. Nel 1938, Gaggia depositò il brevetto n. 365726 per il procedimento a torchio, rappresentando una significativa evoluzione nell'estrazione del caffè. La macchina di Gaggia introdusse un sistema basato su pistoni che spingevano acqua ad alta temperatura attraverso la polvere di caffè, inaugurando così il primo metodo di estrazione del caffè espresso a pressione. Il risultato finale di questa innovazione si tradusse nell'ottenimento di un caffè espresso che si discostava dall'amaro tradizionale, sprovvisto del caratteristico retrogusto di bruciato, e caratterizzato da una consistenza densa e cremosa. Le moderne macchine per caffè espresso costituiscono, in sostanza, un progresso tecnico derivato dalla concezione originale di Achille Gaggia.
Nel 1947, Achille Gaggia registrò un secondo brevetto, introducendo il pistone e sostituendo il sistema a torchio con una leva che spingeva l'acqua a una pressione di 9/10 atmosfere nel caffè macinato. Questa innovazione consentì di estrarre gli aromi che conferivano la tipica pienezza al gusto e le componenti che contribuivano alla formazione della crema. Il caffè, attraversato solamente dall'acqua, manteneva integralmente le sue caratteristiche olfattive e gustative "nella tazza". L'aroma intenso, in particolare, contribuì al rapido successo della "crema caffè espresso", consolidando questo modo di degustare il caffè come uno dei simboli più celebri del "made in Italy".

## Preparazione

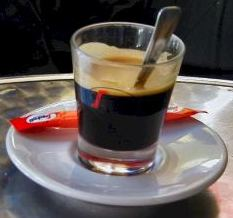
Caffè in vetro, un espresso servito nel bicchierino di vetro.

Da un punto di vista fisico l'espresso è una bevanda con un volume di 25-30 ml ottenuta dalla percolazione di acqua calda sotto pressione, per circa 25 secondi che passa attraverso uno strato di caffè (circa 7-9 g) tostato, macinato e pressato; nel passaggio attraverso la polvere di caffè, la pressione dell'acqua (9 atmosfere) si esaurisce e la bevanda fuoriesce a pressione atmosferica. Da un punto di vista chimico si tratta di un'estrazione solido-liquido dove il solvente è l'acqua calda. Il metodo espresso per la preparazione del caffè si contraddistingue dagli altri metodi soprattutto per l'utilizzo di un'elevata pressione dell'acqua e per una sua temperatura che non raggiunge il punto di ebollizione.
Inoltre la macinatura del caffè tostato particolarmente fine offre una resistenza all'acqua di percolazione tale che permette l'estrazione di sostanze lipofile e idrosolubili che regalano alla bevanda in tazza caratteristiche uniche in termini di crema, aroma, corpo e retrogusto. Di fondamentale importanza è la freschezza della miscela tostata; in termini pratici, la massima fragranza dell'espresso si ottiene all'apertura della confezione sigillata del produttore, col passare dei giorni, l'esposizione dei chicchi all'aria ambiente tende a irrancidire le sostanze oleose contenute, con conseguente minore produzione di crema e alterazione del gusto. È importante evidenziare che anche la macinatura al momento ha grossa importanza, poiché già 20 minuti dopo il 40% degli aromi si è volatilizzato.
Anche la tazzina ha la sua importanza: la forma conica permette di osservare con precisione la quantità scesa in essa, il forte spessore, ovvero grande massa, contribuisce a mantenere relativamente costante la temperatura dell'espresso, la tazzina dovrà risultare calda già prima dell'uso, per questo motivo, le tazzine nei locali bar sono posizionate sopra la macchina, coperte da un tovagliolo di stoffa. Oltre che alla tazzina di porcellana servita con il piattino, molto spesso il caffè espresso viene servito in bicchierini di vetro usati per consumare superalcolici come la vodka, e viene definito caffè in vetro.

## Varianti

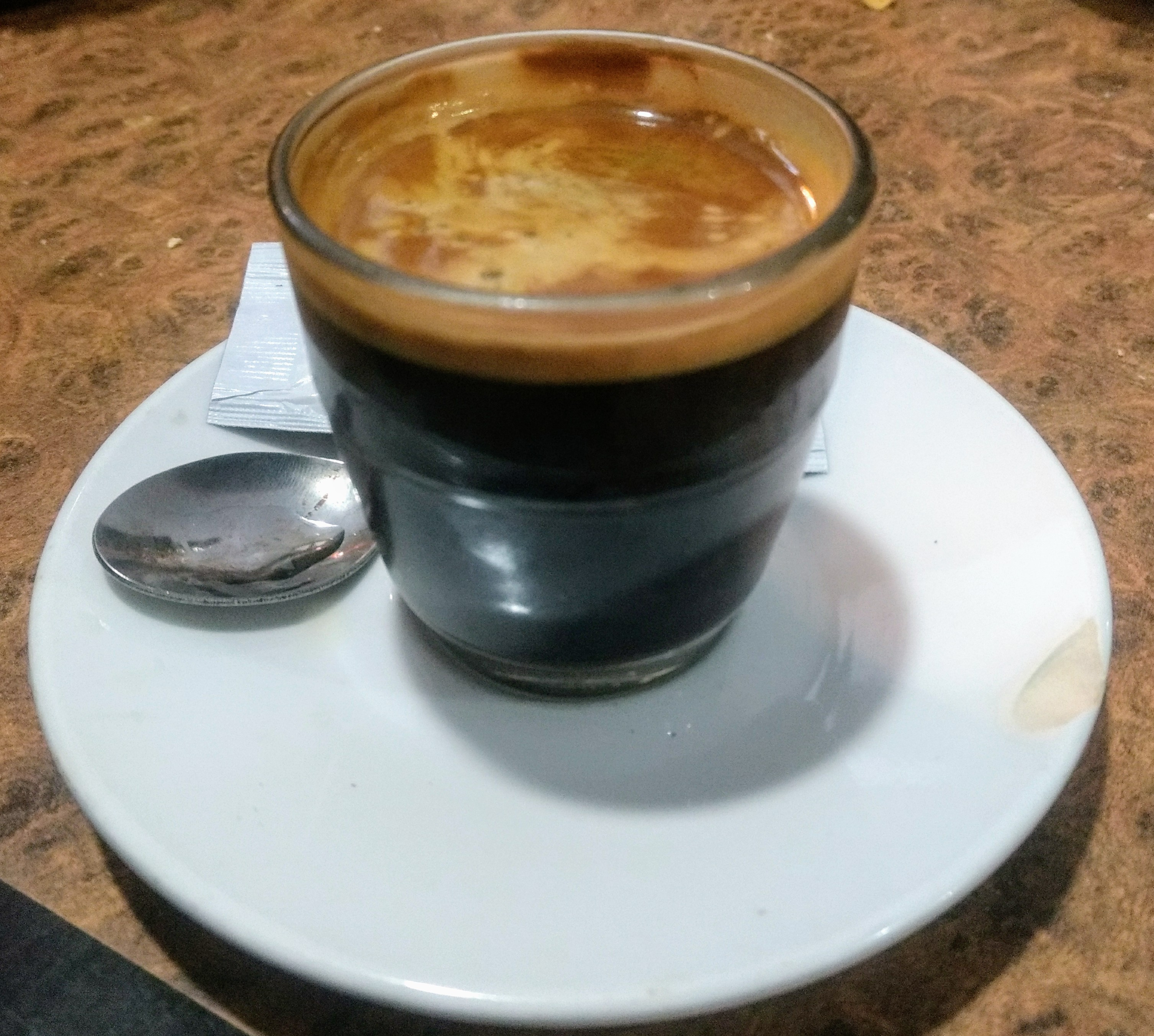
Caffè lungo

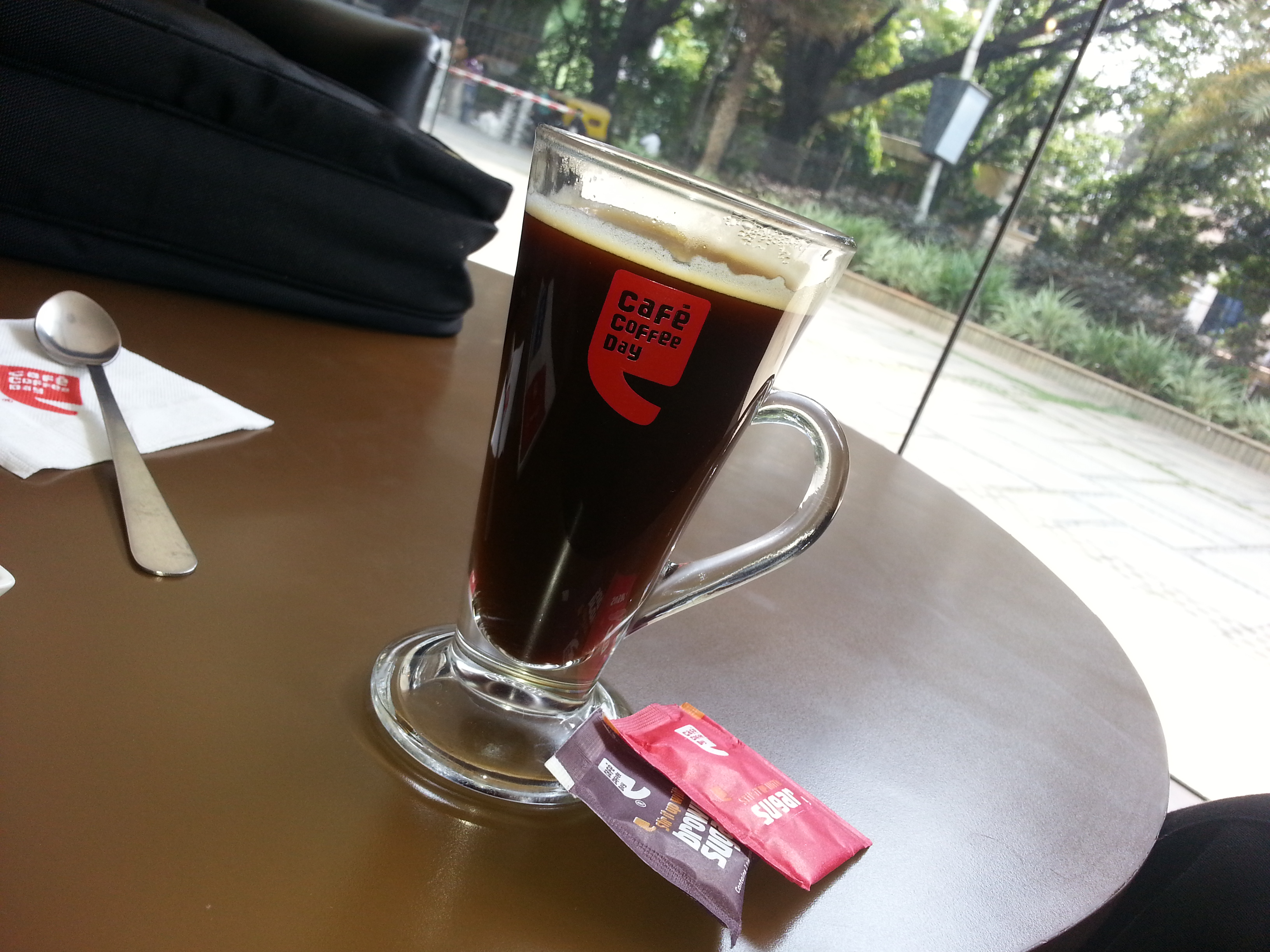
Caffè Americano

### Caffè ristretto (anche corto o basso)
Si ottiene semplicemente lasciando fluire meno liquido nella tazzina, così da estrarre dalla polvere macinata del caffè solo le prime frazioni della polvere di caffè. Si ottiene un caffè che presenta intensità, corpo e finezza aromatica ed è inoltre più denso (cremoso) dato che la crema,in questo caso, è una frazione considerevole del volume totale presente in tazzina. La concentrazione di caffeina è molto ridotta. Pressione 9-10 bar, 15-25 millilitri.

### Caffè lungo
Ottenuto lasciando fluire più acqua nella tazzina, si ha così un caffè con una maggiore diluizione che presenta diversa finezza aromatica, dovuta alla maggior estrazione di sostanze, un'amarezza pronunciata e un maggiore contenuto di caffeina. Pressione 9-10 bar, 50-70 millilitri.

### Caffè americano
Espresso integrato con acqua calda, il più delle volte in un rapporto di circa 1:5. Questo caffè viene servito in una grande tazza di vetro o cappuccino da 150-180 ml.

### Caffè macchiato

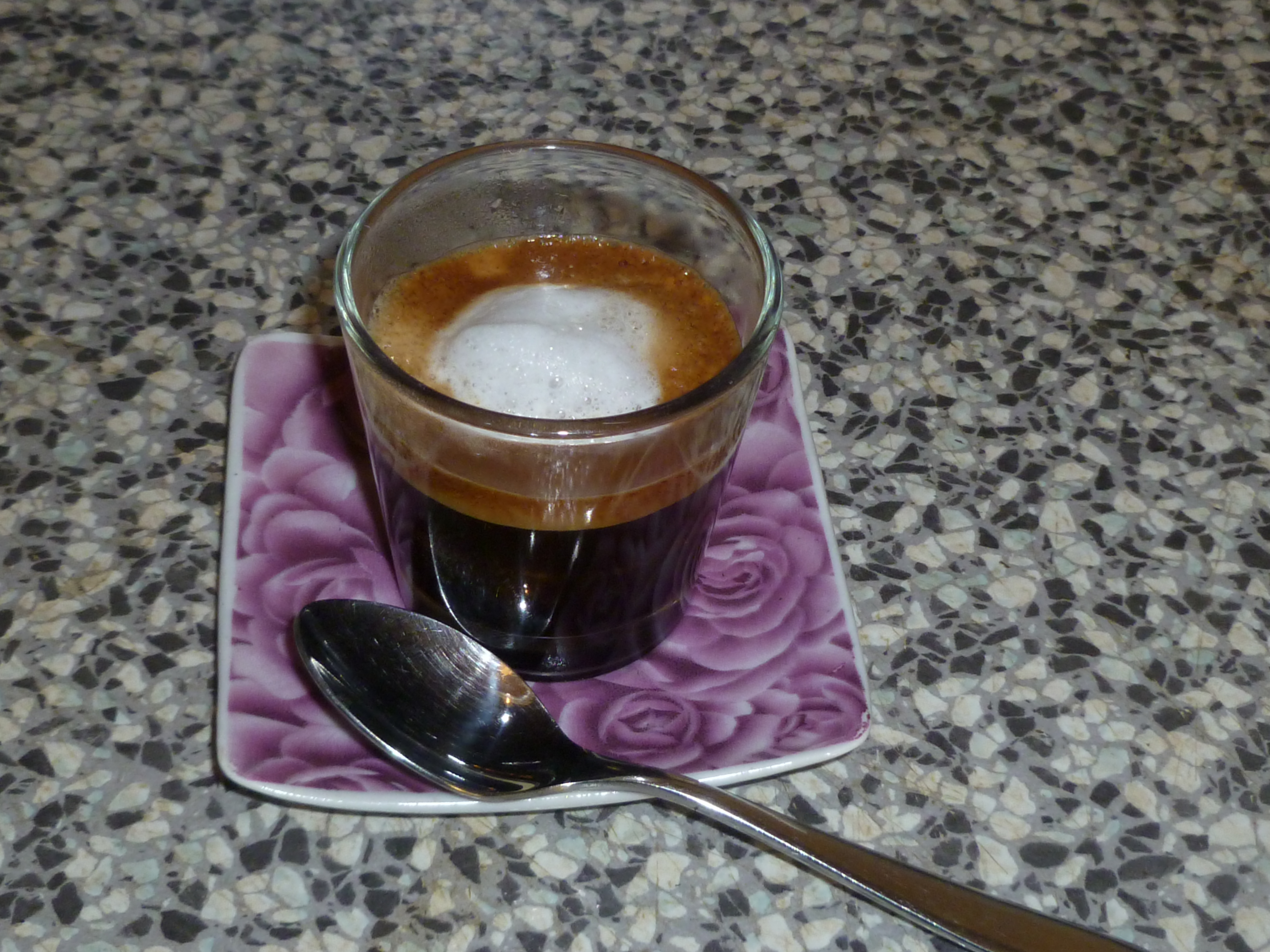
Un caffè macchiato

Si ottiene aggiungendo una piccola quantità di latte, freddo o caldo, perciò l’espresso appena preparato prende il nome di macchiato freddo o macchiato caldo (in questo caso il latte aggiunto viene schiumato). Oltre al latte si utilizza, seppur meno frequentemente, panna (cioè quella liquida, non quella montata). Il moderno caffè macchiato sembra un cappuccino in miniatura: l'espresso è riempito fino all'orlo di microschiuma di latte nella sua tazza.

### Caffè con panna
Il caffè con panna o espresso con panna è caffè espresso guarnito con panna montata, di solito servito in tazzina da caffè. È una variazione di caffè macchiato ("macchiato panna"). A parte la panna fresca esiste in commercio la panna a lunga conservazione per caffetteria, contenuta in piccole vaschette.

### Caffè corretto
Caffè corretto è una comune definizione usata per indicare un caffè espresso con aggiunta di una piccola quantità di un superalcolico da specificare al momento dell’ordine; solitamente si usa grappa o sambuca; il caffè può essere servito in tazzina (o bicchierino) con tanto di alcolico già versato, oppure con alcolico separato. In Spagna, si ha il corrispondente carajillo (in spagnolo, chiamato cigaló o rebentat in lingua catalana) anch'esso ottenibile con diversi tipi di correzione.

#### Rexentìn
In Veneto c'è l'usanza di fare il cosiddetto "rexentìn" (o anche "raxentìn" in alcune zone), ovvero risciacquo: dopo aver bevuto il caffè corretto rimane sul fondo della tazzina una piccola quantità di bevanda, che si pulisce versandovi e bevendo un po' dell'alcolico usato per la correzione. In Trentino-Alto Adige tale usanza è diffusa, chiamata resentìn, solo con caffè di moka.

### Caffè decaffeinato
Espresso la cui polvere macinata è stata sottoposta a un processo di estrazione della caffeina prima di essere usata per estrarre la bevanda.

### Caffè portoghese
Una variante a metà strada fra il ristretto italiano e l'espresso alla francese è il cosiddetto café portoghese, anche detto bica nel sud del Paese e cimbalino a Porto.

### Caffè viennese
Diffuso nel Triveneto, è un espresso con cioccolato, panna montata, cannella o cacao.

### Caffè calabrese
Avente origine in Calabria è un espresso con liquirizia, fiammeggiato con brandy o cognac e un cucchiaino di zucchero.